# 그롬발리아

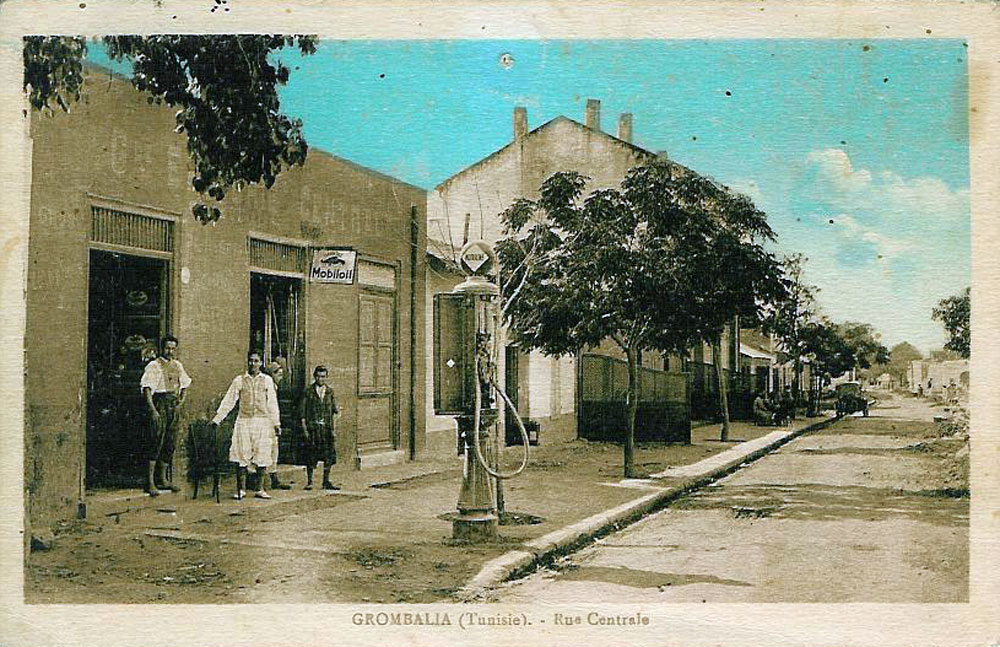

그롬발리아(영어: Grombalia, 아랍어: قرمبالية)는 튀니지 나뵐 주에 있는 도시이다. 인구는 18,856명(2004년)이다.